# 熊本高専前駅
熊本高専前駅（くまもとこうせんまええき）は、熊本県合志市須屋にある熊本電気鉄道菊池線の駅である。駅番号はKD17。

## 歴史
- 1995年（平成7年）1月9日：熊本電波工業高等専門学校の要望等により、電波高専前駅として開業[1]。
- 2013年（平成25年）3月31日：校名変更に伴って熊本高専前駅へ改称[1]。
- 2015年（平成27年）4月1日：交通系ICカード「熊本地域振興ICカード（くまモンのIC CARD）」に対応[2]。
- 2019年（令和元年）10月1日 - 駅ナンバリング導入[3]。

## 駅構造
単式ホーム1面1線の地上駅である。駅舎はなく、無人駅である。
ICカード読み取り機（入場機のみ）はホームに設置。

## 利用状況
| 年度   | 1日平均 乗車人員 | 1日平均 乗降人員 |
| ------ | ---------------- | ---------------- |
| 2012年 |                  | 500              |
| 2013年 |                  | 543              |
| 2014年 | 281              | 568              |
| 2015年 |                  | 429              |
| 2016年 |                  | 458              |
| 2017年 |                  | 387              |
| 2018年 |                  | 321              |

## 駅周辺
- 独立行政法人高齢・障害・求職者雇用支援機構熊本支部熊本職業能力開発促進センター
- 熊本高等専門学校熊本キャンパス（旧 熊本電波工業高等専門学校）
- 独立行政法人 農業・食品産業技術総合研究機構　九州沖縄農業研究センター
- 熊本県立黒石原支援学校
- 黒石団地
- 国道387号

## 利用可能なバス路線
熊本高専前
- 電鉄バス

御代志・菊池方面
- C1・C3系統 菊池温泉・菊池プラザ（御代志・富の原経由）

熊本市内方面
- C1系統 桜町BT・熊本駅（堀川・国道経由）
- C3系統 桜町BT・熊本駅（山室・国道経由）

## 隣の駅
熊本電気鉄道
■菊池線
黒石駅（KD16） - 熊本高専前駅（KD17） - 再春医療センター前駅（KD18）